# W połowie drogi
W połowie drogi – powieść Romana Dmowskiego wydana w 1931 roku pod pseudonimem Kazimierz Wybranowski. Tematyka utworu dotyczy sytuacji Polski po zamachu majowym z 1926 roku.